# Liste der Baudenkmale in Westoverledingen
Die Liste der Baudenkmale in Westoverledingen enthält die nach dem Niedersächsischen Denkmalschutzgesetz geschützten Baudenkmale in der ostfriesischen Gemeinde Westoverledingen.
Grundlage ist die veröffentlichte Denkmalliste des Landkreises (Stand: 25. Juli 2016).
Baudenkmale sind „im Sinne des Gesetzes Bodendenkmale, bewegliche Denkmale und Denkmale der Erdgeschichte.“

## Ortsübergreifend
| Bild           | Bezeichnung                                  | Lage                                                 | Beschreibung | Bauzeit              | Eingetragen seit | Denkmal- nummer |
| -------------- | -------------------------------------------- | ---------------------------------------------------- | --- | -------------------- | ---------------- | --------------- |
| weitere Bilder | Brücke (Eisenbahnbrücke [Friesenbrücke/Ems]) | Westoverledingen - Flurstück: 031802-00054/011 Karte | Brücke (Eisenbahnbrücke [Friesenbrücke/Ems]) Auf gemauerten Pfeilern ruhende Stahlträgerbrücke. Schiffsdurchlass über Zahnradkranz klappbar. Erbaut 1924/1926, erneuert 1950/1951 (s. auch DGK 2810/12, Gemeinde Westoverledingen) (siehe auch: Friesenstraße); Bedeutung: historisch, wissenschaftlich; wesentliche Begründung: 1.11 geschichtliche Bedeutung aufgrund des Zeugnis- und Schauwertes für Wirtschafts- und Technikgeschichte; Einzeldenkmal gemäß § 3.2 NDSchG; in Gruppe baulicher Anlagen: 457021Gr0011 2015 bei einer Schiffskollision beschädigt. 2021/22 abgerissen. | 1924/1926, 1950/1951 |                  | 457021.00158    |

## Breinermoor
| Bild           | Bezeichnung                         | Lage                                                                      | Beschreibung | Bauzeit                   | Eingetragen seit | Denkmal- nummer  |
| -------------- | ----------------------------------- | ------------------------------------------------------------------------- | --- | ------------------------- | ---------------- | ---------------- |
| BW             | Wohn-/Wirtschaftsgebäude (Gulfhaus) | Breinermoor Achterstadt 7 Flurstück: 031813-014-00011/005 Karte           | Wohn-/Wirtschaftsgebäude (Gulfhaus) Gulfhaus mit kleinem Wirtschaftsteil. Wohnteil mit Blockrahmenfenstern, erbaut 1. Hälfte 19. Jahrhundert; Straßentraufe mit jüngerem Zwerchhaus. Einzeldenkmal gemäß § 3.2 NDSchG | 1. Hälfte 19. Jahrhundert |                  | 45702200051      |
| BW             | Gulfhaus (Gulfhaus)                 | Breinermoor Breinermoorer Straße 9 Flurstück: 031813-013-00022/000 Karte  | Gulfhaus (Gulfhaus) eingeschossiger Wohnteil. Fenster mit Verdachungen, Brüstungsfelder mit Formsteinen. Datiert 1880 (ü); Wirtschaftsteil wohl etwas jünger. Bedeutung: historisch, wissenschaftlich; wesentliche Begründung: 1.06 geschichtliche Bedeutung aufgrund des Zeugnis- und Schauwertes durch beispielhafte Ausprägung eines Stils und / oder Gebäudetypus; Einzeldenkmal gemäß § 3.2 NDSchG | 1880                      |                  | 457022.00050     |
| BW             | Gulfhaus (Gulfhaus)                 | Breinermoor Breinermoorer Straße 25 Flurstück: 031813-013-00030/000 Karte | Gulfhaus (Gulfhaus) 1 ⁄2-geschossiger Wohnteil mit reicher, zum Teil farbig abgesetzter Lisenen- und Gesimsgliederung. Erbaut um 1880. Bedeutung: historisch, wissenschaftlich; wesentliche Begründung: 1.06 geschichtliche Bedeutung aufgrund des Zeugnis- und Schauwertes durch beispielhafte Ausprägung eines Stils und / oder Gebäudetypus; Einzeldenkmal gemäß § 3.2 NDSchG                        | um 1880                   |                  | 457022.00052     |
| BW             | Friedhof                            | Breinermoor Idehörner Straße Flurstück: 031813-014-00017/000 Karte        | Friedhof mit: Erhebung, Baumreihe (Allee); Friedhof auf wurtähnlicher Erhebung von doppelter Baumreihe umgeben mit älteren Grabsteinen des 19. Jahrhunderts. Bedeutung: historisch; wesentliche Begründung: 1.01 geschichtliche Bedeutung im Rahmen von Ortsgeschichte; konstituierender Bestandteil einer Gruppe gemäß § 3.3 NDSchG; in Gruppe baulicher Anlagen: 457022Gr0008                         |                           |                  | 457022.00053M001 |
| weitere Bilder | Kirche, ev.                         | Breinermoor Idehörner Straße 3 Flurstück: 031813-014-00011/002 Karte      | Kirche, ev. Saalbau mit Westturm und geradem Ostabschluss. Ziegelbau mit Traufgesims. Erbaut 1. Hälfte 19. Jahrhundert; Einzeldenkmal gemäß § 3.2 NDSchG | 1. Hälfte 19. Jahrhundert |                  | 45702200070      |

## Driever
| Bild                    | Bezeichnung                                    | Lage                                                             | Beschreibung | Bauzeit                        | Eingetragen seit | Denkmal- nummer  |
| ----------------------- | ---------------------------------------------- | ---------------------------------------------------------------- | --- | ------------------------------ | ---------------- | ---------------- |
| BW                      | Gulfhaus (Gulfhaus)                            | Driever Driever Deichweg 3 Flurstück: 031810-007-00019/001 Karte | Gulfhaus (Gulfhaus) eingeschossiger eingezogener Wohnteil, datiert 1769; Wirtschaftsteil datiert 1804. Bedeutung: historisch, wissenschaftlich, städtebaulich; wesentliche Begründung: 4.2; Gruppe gemäß § 3.3 NDSchG; in Gruppe baulicher Anlagen: 457022Gr0003 | 1804                           |                  | 45702200025      |
| Gulfhaus (Gulfhaus)     | Gulfhaus (Gulfhaus)                            | Driever Kloster Muhde 3 Flurstück: 031810-001-00032/004 Karte    | Gulfhaus (Gulfhaus) eingeschossiger Wohnteil mit originalen Fenstern und Tür. Um 1935. Einzeldenkmal gemäß § 3.2 NDSchG | um 1935                        |                  | 45702200019      |
| BW                      | Wohnhaus                                       | Driever Kloster Muhde 5 Flurstück: 031810-001-00036/005 Karte    | Wohnhaus Landhausähnlicher Wohnteil eines Gulfhauses. Eingeschossiger Massivbau mit Drempel und zweigeschossiger Giebel mit Gesims. Profilierte Türrahmung mit Verdachung. Erbaut 1. Hälfte 19. Jahrhundert; Bedeutung: historisch, wissenschaftlich; wesentliche Begründung: 1.06 geschichtliche Bedeutung aufgrund des Zeugnis- und Schauwertes durch beispielhafte Ausprägung eines Stils und / oder Gebäudetypus; Einzeldenkmal gemäß § 3.2 NDSchG; in Gruppe baulicher Anlagen: 457022Gr0012                         | 1. Hälfte 19. Jahrhundert      |                  | 45702200018      |
| BW                      | Gartenanlage (Hausgarten)                      | Driever Kloster Muhde 5 Flurstück: 031810-001-00036/005 Karte    | Gartenanlage (Hausgarten) Landschaftlich gestalteter Garten aus dem späten 19. Jahrhundert mit prägnantem Baumbestand. Bedeutung: historisch, städtebaulich; wesentliche Begründung: 1.06 geschichtliche Bedeutung aufgrund des Zeugnis- und Schauwertes durch beispielhafte Ausprägung eines Stils und / oder Gebäudetypus; Gruppe gemäß § 3.3 NDSchG; in Gruppe baulicher Anlagen: 457022Gr0012 | spätes 19. Jahrhundert         |                  | 45702200076      |
| BW                      | Wohnhaus (ehem. Altenteiler zu Nr. 5)          | Driever Kloster Muhde 7 Flurstück: 031810-001-00036/004 Karte    | Wohnhaus (ehemaliger Altenteiler zu Nr. 5) mit: Wirtschaftsflügel; eingeschossiger Backsteinbau unter Satteldach (Schiefer) mit zweigeschossigem Mittelrisalit. Südgiebel mit (heute geschlossener) bauzeitlicher Veranda. Originale Fenster und wandfeste Ausstattung. "1897". Bedeutung: historisch, wissenschaftlich; wesentliche Begründung: 1.06 geschichtliche Bedeutung aufgrund des Zeugnis- und Schauwertes durch beispielhafte Ausprägung eines Stils und / oder Gebäudetypus; Einzeldenkmal gemäß § 3.2 NDSchG | 1897                           |                  | 457022.00118M001 |
| weitere Bilder          | Kirche, ev.-ref.                               | Driever Klosterstraße 7 Flurstück: 031810-007-00043/002 Karte    | Kirche, ev.-ref. Rechteckiger Saalbau, 2. Hälfte 19. Jahrhundert; Glockenturm, datiert 1696. Bedeutung: historisch, wissenschaftlich, städtebaulich; wesentliche Begründung: 4.2; Gruppe gemäß § 3.3 NDSchG; in Gruppe baulicher Anlagen: 457022Gr0003 | 2. Hälfte 19. Jahrhundert/1696 |                  | 45702200020      |
| BW                      | Gulfhaus (Gulfhaus)                            | Driever Klosterstraße 11 Flurstück: 031810-007-00013/002 Karte   | Gulfhaus (Gulfhaus) eingeschossiger Wohnteil, zum Teil mit Blockrahmenfenstern, im Kern 18. Jahrhundert; Wirtschaftsteil Ende 19. Jahrhundert. Bedeutung: historisch, wissenschaftlich, städtebaulich; wesentliche Begründung: 4.2; Gruppe gemäß § 3.3 NDSchG; in Gruppe baulicher Anlagen: 457022Gr0003 | 18./Ende 19. Jahrhundert       |                  | 45702200022      |
| BW                      | Gulfhaus (Gulfhaus)                            | Driever Klosterstraße 13 Flurstück: 031810-007-00011/005 Karte   | Gulfhaus (Gulfhaus) eingeschossiger eingezogener Wohnteil des 18. Jahrhunderts; 1 ⁄2-geschossige Verlängerung und Wirtschaftsteil datiert 1876. Bedeutung: historisch, wissenschaftlich, städtebaulich; Gruppe gemäß § 3.3 NDSchG; in Gruppe baulicher Anlagen: 457022Gr0003 | 1876                           |                  | 45702200023      |
| BW                      | Bestandteil Nicht konstituierender Bestandteil | Driever Lütje Weg 2 Flurstück: 031810-007-00053/003 Karte        | Bestandteil Nicht konstituierender Bestandteil einer Gruppe; in Gruppe baulicher Anlagen: 457022Gr0003 |                                |                  | 457022.00028     |
| BW                      | Gulfhaus (Gulfhaus)                            | Driever Lütje Weg 4 Flurstück: 031810-007-00144/025 Karte        | Gulfhaus (Gulfhaus) Gulfhaus mit eingezogenem Wohnteil, datiert 1891. Bedeutung: historisch, wissenschaftlich, städtebaulich; wesentliche Begründung: 4.2; Gruppe gemäß § 3.3 NDSchG; in Gruppe baulicher Anlagen: 457022Gr0003 | 1891                           |                  | 45702200027      |
| BW                      | Gulfhaus (Gulfhaus, ehem.)                     | Driever Lütje Weg 6 Flurstück: 031810-007-00161/018 Karte        | Gulfhaus (Gulfhaus, ehemaliges) Wohl ehemaliges Gulfhaus. Eingeschossiger Wohnteil, zum Teil mit Holzblockrahmen und Schiebefenstern. Datiert 1797; Stallanbau an Stelle der Scheune. Bedeutung: historisch, wissenschaftlich, städtebaulich; wesentliche Begründung: 4.2; Gruppe gemäß § 3.3 NDSchG; in Gruppe baulicher Anlagen: 457022Gr0003 | 1797                           |                  | 45702200026      |
| BW                      | Gulfhaus (Gulfhaus)                            | Driever Müllersweg 2 Flurstück: 031810-007-00037/001 Karte       | Gulfhaus (Gulfhaus) eingeschossiger Wohnteil mit Steilgiebel und Beitelmauerwerk; Giebelschornstein. Wirtschaftsgiebel neu aufgemauert; im Giebel Inschriftenstein mit der Jahreszahl 1837. Einzeldenkmal gemäß § 3.2 NDSchG | 1837                           |                  | 45702200111      |
| Siel (Weekeborger Siel) | Siel (Weekeborger Siel)                        | Driever Weekeborg Flurstück: 031810-006-00128/003 Karte          | Siel (Weekeborger Siel) mit: Altdeichrest, Pflasterstraße; Aus Ziegeln gemauertes, tonnengewölbtes Brückensiel mit Sandsteingliederung. 1875; mit Altdeichrest und Straße mit älterer Pflasterung. Bedeutung: historisch, wissenschaftlich; wesentliche Begründung: 1.06 geschichtliche Bedeutung aufgrund des Zeugnis- und Schauwertes durch beispielhafte Ausprägung eines Stils und / oder Gebäudetypus; Einzeldenkmal gemäß § 3.2 NDSchG                                                                              | 1875                           |                  | 457022.00029M001 |

## Esklum
| Bild           | Bezeichnung          | Lage                                                            | Beschreibung | Bauzeit                   | Eingetragen seit | Denkmal- nummer  |
| -------------- | -------------------- | --------------------------------------------------------------- | --- | ------------------------- | ---------------- | ---------------- |
| BW             | Siel (Esklumer Siel) | Esklum Esklumer Straße Flurstück: 031826-004-00164/001 Karte    | Siel (Esklumer Siel) mit: Altdeichrest; ehemaliges Brückensiel. Tonnengewölbe aus Ziegeln mit Sandsteingliederung. 1868. Bedeutung: historisch, wissenschaftlich; wesentliche Begründung: 1.11 geschichtliche Bedeutung aufgrund des Zeugnis- und Schauwertes für Wirtschafts- und Technikgeschichte; Einzeldenkmal gemäß § 3.2 NDSchG | 1868                      |                  | 457022.00015M001 |
| weitere Bilder | Kirche, ev.-ref.     | Esklum Esklumer Straße 16 Flurstück: 031826-002-00029/002 Karte | Kirche, ev.-ref. mit: Friedhof, Kriegerdenkmal, Wurt; Rechteckiger, einschiffiger Ziegelbau mit gedrungenem Westturm. Erbaut 2. Hälfte 13. Jahrhundert. Bedeutung: historisch, künstlerisch, wissenschaftlich; wesentliche Begründung: 1.04 geschichtliche Bedeutung aufgrund des Zeugnis- und Schauwertes für Kultur- und Geistesgeschichte; konstituierender Bestandteil einer Gruppe gemäß § 3.3 NDSchG; in Gruppe baulicher Anlagen: 457022Gr0002 | 2. Hälfte 13. Jahrhundert |                  | 457022.00016M001 |

## Flachsmeer
| Bild                              | Bezeichnung                       | Lage                                                                      | Beschreibung | Bauzeit                   | Eingetragen seit | Denkmal- nummer |
| --------------------------------- | --------------------------------- | ------------------------------------------------------------------------- | --- | ------------------------- | ---------------- | --------------- |
| Kirche (St. Bernhard, röm.-kath.) | Kirche (St. Bernhard, röm.-kath.) | Flachsmeer Papenburger Straße 130 Flurstück: 031807-005-00117/004 Karte   | Kirche (St. Bernhard, röm.-kath.) Rechteckiger Saalbau mit Rechteckchor und halb integriertem Nordturm. Ziegelbau mit Lisenen- und Gesimsgliederung. Giebelaufsatz bez. 1859. Bedeutung: historisch, wissenschaftlich; wesentliche Begründung: 1.04 geschichtliche Bedeutung aufgrund des Zeugnis- und Schauwertes für Kultur- und Geistesgeschichte; Einzeldenkmal gemäß § 3.2 NDSchG | 1859                      |                  | 457022.00044    |
| BW                                | Wohnhaus (Landarbeiterhaus)       | Flachsmeer Pastor-Kersten-Straße 92 Flurstück: 031807-006-00027/008 Karte | Wohnhaus (Landarbeiterhaus) Kleines gulfhausähnliches Landarbeiterhaus. Erbaut 2. Hälfte 19. Jahrhundert; Bedeutung: historisch, wissenschaftlich; wesentliche Begründung: 1.06 geschichtliche Bedeutung aufgrund des Zeugnis- und Schauwertes durch beispielhafte Ausprägung eines Stils und / oder Gebäudetypus; Einzeldenkmal gemäß § 3.2 NDSchG                                    | 2. Hälfte 19. Jahrhundert | 8. Dezember 1992 | 457022.00075    |

## Folmhusen
| Bild          | Bezeichnung         | Lage                                                             | Beschreibung | Bauzeit | Eingetragen seit | Denkmal- nummer |
| ------------- | ------------------- | ---------------------------------------------------------------- | --- | ------- | ---------------- | --------------- |
| Schule, ehem. | Schule, ehem.       | Folmhusen Leerer Straße 9 Flurstück: 031812-019-00038/000 Karte  | Schule, ehemalige eingeschossiger langgestreckter Ziegelbau mit mittigem Turm, erbaut wohl um 1880. Turm und stichförmige Fensterstürze um 1904 (Wetterfahne). Bedeutung: historisch, wissenschaftlich, städtebaulich; wesentliche Begründung: 1.06 geschichtliche Bedeutung aufgrund des Zeugnis- und Schauwertes durch beispielhafte Ausprägung eines Stils und / oder Gebäudetypus; Gruppe gemäß § 3.3 NDSchG; in Gruppe baulicher Anlagen: 457022Gr0013 | um 1880 |                  | 45702200080     |
| BW            | Wohnhaus            | Folmhusen Leerer Straße 11 Flurstück: 031812-019-00036/000 Karte | Wohnhaus eingeschossiger Ziegelbau, traufständig zur Leerer Straße stehend, wohl ehemaliges Lehrerwohnhaus, erbaut wohl 1880. Bedeutung: historisch, wissenschaftlich, städtebaulich; wesentliche Begründung: 1.06 geschichtliche Bedeutung aufgrund des Zeugnis- und Schauwertes durch beispielhafte Ausprägung eines Stils und / oder Gebäudetypus; Gruppe gemäß § 3.3 NDSchG; in Gruppe baulicher Anlagen: 457022Gr0013                                  | um 1880 |                  | 45702200081     |
| BW            | Gulfhaus (Gulfhaus) | Folmhusen Leerer Straße 20 Flurstück: 031812-011-00023/001 Karte | Gulfhaus (Gulfhaus) 1 ⁄2-geschossiger Wohnteil mit plastischer Gliederung durch Gesimse, Lisenen und Fensterlaibungen. Datiert "1908"; Einzeldenkmal gemäß § 3.2 NDSchG | 1908    |                  | 45702200054     |
| BW            | Gulfhaus (Gulfhaus) | Folmhusen Leerer Straße 31 Flurstück: 031812-018-00031/000 Karte | Gulfhaus (Gulfhaus) 1 ⁄2-geschossiger Wohnteil mit Traufgesimsen, gemauerten Traufsteinen und Aufsatz. Traufseitig Eingangsachse betont. 1926 Wirtschaftsteil älter. Einzeldenkmal gemäß § 3.2 NDSchG | 1926    |                  | 45702200055     |

## Großwolde
| Bild           | Bezeichnung         | Lage                                                          | Beschreibung | Bauzeit         | Eingetragen seit | Denkmal- nummer  |
| -------------- | ------------------- | ------------------------------------------------------------- | --- | --------------- | ---------------- | ---------------- |
| weitere Bilder | Kirche, ev.-ref.    | Großwolde Kirchstraße 2 Flurstück: 031808-006-00289/003 Karte | Kirche, ev.-ref. mit: Friedhof, Grabsteine; einschiffiger Ziegelbau mit gedrungenem Westturm, 13. Jahrhundert. Bedeutung: historisch, wissenschaftlich, städtebaulich; wesentliche Begründung: 1.04 geschichtliche Bedeutung aufgrund des Zeugnis- und Schauwertes für Kultur- und Geistesgeschichte; konstituierender Bestandteil einer Gruppe gemäß § 3.3 NDSchG; in Gruppe baulicher Anlagen: 457022Gr0010 | 13. Jahrhundert |                  | 457022.00065M001 |
| BW             | Gulfhaus (Gulfhaus) | Großwolde Kirchstraße 6 Flurstück: 031808-006-00286/004 Karte | Gulfhaus (Gulfhaus) eingeschossiger Wohnteil mit Drempel, stallseitig zweimal einspringend. Stichbogenfenster mit hohen Stürzen. Erbaut 1880; Wirtschaftsgiebel in alten Formen, datiert 1947. Einzeldenkmal gemäß § 3.2 NDSchG | 1947            |                  | 45702200066      |

## Grotegaste
| Bild           | Bezeichnung                         | Lage                                                                    | Beschreibung | Bauzeit                   | Eingetragen seit | Denkmal- nummer  |
| -------------- | ----------------------------------- | ----------------------------------------------------------------------- | --- | ------------------------- | ---------------- | ---------------- |
| BW             | Gulfhaus (Gulfhaus)                 | Grotegaste Coldemüntje 5 Flurstück: 031809-005-00069/001 Karte          | Gulfhaus (Gulfhaus) eingeschossiger Wohnteil mit Drempel, stallseitig zweimal einspringend. Blockrahmenfenster mit gefächerten Stürzen. Giebelzone unterkellert. Datiert 1848. Einzeldenkmal gemäß § 3.2 NDSchG | 1848                      |                  | 45702200033      |
| BW             | Gulfhaus (Gulfhaus)                 | Grotegaste Dorenborg 4a Flurstück: 031809-002-00078/005 Karte           | Gulfhaus (Gulfhaus) eingeschossiger Wohnteil, nach Norden versetzend. Giebel mit Beitelmauerwerk und gemauerter Giebelbekrönung. Wirtschaftsteil mit Gulfgerüst in Oberrähmkonstruktion. Erbaut 2. Hälfte 18. Jahrhundert. Einzeldenkmal gemäß § 3.2 NDSchG | 2. Hälfte 18. Jahrhundert |                  | 45702200073      |
| BW             | Gulfhaus (Gulfhaus)                 | Grotegaste Dorenborg 5 Flurstück: 031809-002-00056/001 Karte            | Gulfhaus (Gulfhaus) Großes Gulfhaus. Wohnteil verputzt unter Krüppelwalmdach, erbaut 1839; Zierformen um die Fenster und Gesims um 1900. Wirtschaftsteil in Ziegelsichtmauerwerk, erbaut um 1874(ü). Bedeutung: historisch, wissenschaftlich, städtebaulich; wesentliche Begründung: 1.06 geschichtliche Bedeutung aufgrund des Zeugnis- und Schauwertes durch beispielhafte Ausprägung eines Stils und / oder Gebäudetypus; Einzeldenkmal gemäß § 3.2 NDSchG                                           | 1839                      |                  | 457022.00071     |
| BW             | Wohn-/Wirtschaftsgebäude (Gulfhaus) | Grotegaste Dorenborg 6 Flurstück: 031809-002-00082/007 Karte            | Wohn-/Wirtschaftsgebäude (Gulfhaus) mit: Baumreihe (Allee), Brücke; eingeschossiger Wohnteil mit mittiger, umrahmter Giebeltür, Traufsteinen und Giebelaufsatz. Erbaut 1803. Zur Straße Baumreihe und eiserne Brücke; Ende 19. Jahrhundert. Bedeutung: historisch, wissenschaftlich; wesentliche Begründung: 1.06 geschichtliche Bedeutung aufgrund des Zeugnis- und Schauwertes durch beispielhafte Ausprägung eines Stils und / oder Gebäudetypus; Einzeldenkmal gemäß § 3.2 NDSchG                   | 1803                      |                  | 457022.00030M001 |
| BW             | Wohn-/Wirtschaftsgebäude (Gulfhaus) | Grotegaste Grotegaster Straße 1 Flurstück: 031809-001-00024/001 Karte   | Wohn-/Wirtschaftsgebäude (Gulfhaus) mit: Parkgrundstück; Mächtiger repräsentativer Backsteinbau unter Krüppelwalmdach mit ein- bis zweigeschossiger Wohnteil unter Satteldach. Erbaut "1899" von P. Groeneveld. Wandfeste Innenausstattung zum Teil erhalten. Bedeutung: historisch, wissenschaftlich; wesentliche Begründung: 1.06 geschichtliche Bedeutung aufgrund des Zeugnis- und Schauwertes durch beispielhafte Ausprägung eines Stils und / oder Gebäudetypus; Einzeldenkmal gemäß § 3.2 NDSchG | 1899                      |                  | 457022.00117M001 |
| weitere Bilder | Kirche, ev.-ref.                    | Grotegaste Grotegaster Straße 11 Flurstück: 031809-004-00013/001 Karte  | Kirche, ev.-ref. mit: Friedhof; Rechteckiger Ziegelbau mit Pilastergliederung, datiert 1819; Westturm um 1800. Bedeutung: historisch, wissenschaftlich, städtebaulich; wesentliche Begründung: 1.04 geschichtliche Bedeutung aufgrund des Zeugnis- und Schauwertes für Kultur- und Geistesgeschichte; konstituierender Bestandteil einer Gruppe gemäß § 3.3 NDSchG; in Gruppe baulicher Anlagen: 457022Gr0004                                                                                           | 1819                      |                  | 457022.00031M001 |
| BW             | Friedhof, ev.-ref.                  | Grotegaste Grotegaster Straße 11 Flurstück: 031809-004-00013/001 Karte  | Friedhof, ev.-ref. Friedhof auf Kirchwurt mit Grabplatten und Gruftkellern ab dem 18. Jahrhundert. Bedeutung: historisch, wissenschaftlich, städtebaulich; wesentliche Begründung: 1.04 geschichtliche Bedeutung aufgrund des Zeugnis- und Schauwertes für Kultur- und Geistesgeschichte; Gruppe gemäß § 3.3 NDSchG; in Gruppe baulicher Anlagen: 457022Gr0004 |                           |                  | 45702200114      |
| BW             | Gulfhaus (Gulfhaus)                 | Grotegaste Grotegaster Straße 15 Flurstück: 031809-004-00021/002 Karte  | Gulfhaus (Gulfhaus) eingeschossiger Wohnteil mit Blockrahmenfenstern und Traufsteinen. Im Wirtschaftsteil korbbogiges Dielentor. Datiert 1782. Einzeldenkmal gemäß § 3.2 NDSchG | 1782                      |                  | 45702200032      |
| BW             | Gulfhaus (Gulfhaus)                 | Grotegaste Hilkenborger Straße 2 Flurstück: 031809-007-00048/003 Karte  | Gulfhaus (Gulfhaus) eingeschossiger Wohnteil mit Drempel. Relativ aufwendige Lisenen- und Gesimsgliederung. Datiert "188*" (ü). Einzeldenkmal gemäß § 3.2 NDSchG | 1880er                    |                  | 45702200034      |
| BW             | Gulfhaus (Gulfhaus)                 | Grotegaste Hilkenborger Straße 11 Flurstück: 031809-006-00004/005 Karte | Gulfhaus (Gulfhaus) mit: Baumbestand, Gartenpforte; eingeschossiger Wohnteil mit Drempel, stallseitig dreimal einspringend. Giebel mit mittiger gerahmter Tür und Blockrahmenfenster. Traufsteine. 1836; geschnittene Bäume, eiserne Gartenpforte. Bedeutung: historisch, wissenschaftlich; wesentliche Begründung: 1.06 geschichtliche Bedeutung aufgrund des Zeugnis- und Schauwertes durch beispielhafte Ausprägung eines Stils und / oder Gebäudetypus; Einzeldenkmal gemäß § 3.2 NDSchG            | 1836                      |                  | 457022.00035M001 |

## Hilkenborg
| Bild           | Bezeichnung                                 | Lage                                                                           | Beschreibung | Bauzeit              | Eingetragen seit | Denkmal- nummer |
| -------------- | ------------------------------------------- | ------------------------------------------------------------------------------ | --- | -------------------- | ---------------- | --------------- |
| weitere Bilder | Brücke (Eisenbahnbrück [Friesenbrücke/Ems]) | Hilkenborg Westoverledingen - Hilkenborg Flurstück: 031809-007-00040/009 Karte | Brücke (Eisenbahnbrück [Friesenbrücke/Ems]) Auf gemauerten Pfeilern ruhende Stahlträgerbrücke. Schiffsdurchlass über Zahnradkranz klappbar. Erbaut 1924/1926, erneuert 1950/1951. (s. auch DGK 2810/12, Gemeinde Weener) (siehe auch: Müggenborg). Bedeutung: historisch, wissenschaftlich; wesentliche Begründung: 1.11 geschichtliche Bedeutung aufgrund des Zeugnis- und Schauwertes für Wirtschafts- und Technikgeschichte; Einzeldenkmal gemäß § 3.2 NDSchG | 1924/1926, 1950/1951 |                  | 457022.00014    |
| weitere Bilder | Brücke (Eisenbahnbrück [Friesenbrücke/Ems]) | Hilkenborg Müggenborg Flurstück: 031809-007-00040/009 Karte                    | Brücke (Eisenbahnbrück [Friesenbrücke/Ems]) Auf gemauerten Pfeilern ruhende Stahlträgerbrücke. Schiffsdurchlass über Zahnradkranz klappbar. Erbaut 1924/1926, erneuert 1950/1951. (s. auch DGK 2810/12, Gemeinde Weener). Einzeldenkmal gemäß § 3.2 NDSchG | 1924/1926, 1950/1951 |                  | 45702200014     |

## Ihrhove
| Bild           | Bezeichnung                           | Lage                                                               | Beschreibung | Bauzeit              | Eingetragen seit | Denkmal- nummer  |
| -------------- | ------------------------------------- | ------------------------------------------------------------------ | --- | -------------------- | ---------------- | ---------------- |
| BW             | Wohn-/Geschäftshaus („Haus Schröder“) | Ihrhove Bahnhofstraße 11 Flurstück: 031811-004-00110/028 Karte     | Wohn-/Geschäftshaus („Haus Schröder“); Einzeldenkmal gemäß § 3.2 NDSchG |                      | 9. Januar 1989   | 45702200072      |
| BW             | Wohnhaus (Pfarrhaus)                  | Ihrhove Bahnhofstraße 35 Flurstück: 031811-004-00050/001 Karte     | Wohnhaus (Pfarrhaus) zweigeschossiger Ziegelbau mit mittigem Eingangsrisalit zur Straße. Gliederung durch Rundbogenfenster und Gesimse. Ende 19. Jahrhundert. Einzeldenkmal gemäß § 3.2 NDSchG | Ende 19. Jahrhundert |                  | 45702200060      |
| BW             | Leichenhalle                          | Ihrhove Denkmalstraße 2 Flurstück: 031811-004-00050/001 Karte      | Leichenhalle eingeschossiger Ziegelbau mit Traufen- und Giebelgesims. 1911. Bedeutung: historisch, wissenschaftlich, städtebaulich; Gruppe gemäß § 3.3 NDSchG; in Gruppe baulicher Anlagen: 457022Gr0009 | 1911                 |                  | 45702200059      |
| weitere Bilder | Kirche, ev.-ref.                      | Ihrhove Denkmalstraße 4 Flurstück: 031811-004-00050/001 Karte      | Kirche, ev.-ref. mit: Wurt, Grabsteine; Romanische Saalkirche aus Backstein 13. Jahrhundert, mehrfach verändert. Die Ostapsis 1472 abgebrochen und durch einen schlichten Giebel mit 2 schlanken Spitzbogenfenstern ersetzt. Bedeutung: historisch, künstlerisch, wissenschaftlich, städtebaulich; wesentliche Begründung: 1.04 geschichtliche Bedeutung aufgrund des Zeugnis- und Schauwertes für Kultur- und Geistesgeschichte; Einzeldenkmal gemäß § 3.2 NDSchG; in Gruppe baulicher Anlagen: 457022Gr0009 | 13. Jahrhundert      |                  | 457022.00056M001 |
| Schule, ehem.  | Schule, ehem.                         | Ihrhove Denkmalstraße 6 Flurstück: 031811-004-00050/001 Karte      | Schule, ehemalige eingeschossiger Ziegelbau mit breiten Segmentbogenfenstern zur Straße, Traufgesims. Erbaut um 1880. Bedeutung: historisch, wissenschaftlich, städtebaulich; wesentliche Begründung: 4.1; Gruppe gemäß § 3.3 NDSchG; in Gruppe baulicher Anlagen: 457022Gr0009 | um 1880              |                  | 45702200057      |
| Glockenturm    | Glockenturm                           | Ihrhove Denkmalstraße 6 Flurstück: 031811-004-00050/001 Karte      | Glockenturm Ziegelbau des 13. Jahrhunderts; im 17. Jahrhundert eingezogenes Tonnengewölbe über offener Durchfahrt. Bedeutung: historisch, wissenschaftlich, städtebaulich; wesentliche Begründung: 1.01 geschichtliche Bedeutung im Rahmen von Ortsgeschichte; Gruppe gemäß § 3.3 NDSchG; in Gruppe baulicher Anlagen: 457022Gr0009 | 13. Jahrhundert      |                  | 45702200058      |
| BW             | Jugendheim                            | Ihrhove Denkmalstraße 11 Flurstück: 031811-004-00756/062 Karte     | Jugendheim eingeschossiger Ziegelbau mit zweigeschossigem übergiebeltem Mittelrisalit. Genutete Lisenen, geputzte Gesimse. Erbaut um 1920. Einzeldenkmal gemäß § 3.2 NDSchG | um 1920              |                  | 45702200061      |
| BW             | Villa                                 | Ihrhove Großwolder Straße 28 Flurstück: 031811-004-00259/018 Karte | Villa eingeschossiger Putzbau mit Drempel und bewegtem Grund-/Aufriss (Erker, Zwerchhäuser). Gliederung durch Gesimse und Fensterumrandungen. Datiert 1907. Einzeldenkmal gemäß § 3.2 NDSchG | 1907                 |                  | 45702200064      |
| BW             | Gulfhaus (Gulfhaus)                   | Ihrhove Ihrener Straße 1 Flurstück: 031811-002-00079/008 Karte     | Gulfhaus (Gulfhaus) mit: Nebengebäude; eingeschossiger Ziegelbau, Gliederung durch Geschoss- und Traufgesimse, sowie Ziegelziersetzung entlang der Ortgänge. Wohnteil an der Stalltraufe einmal einspringend. Um 1900. Bedeutung: historisch, wissenschaftlich; wesentliche Begründung: 1.06 geschichtliche Bedeutung aufgrund des Zeugnis- und Schauwertes durch beispielhafte Ausprägung eines Stils und / oder Gebäudetypus; Einzeldenkmal gemäß § 3.2 NDSchG                                              | um 1900              |                  | 457022.00082M001 |
| BW             | Gulfhaus (Gulfhaus)                   | Ihrhove Lüdeweg 29 Flurstück: 031811-004-00095/003 Karte           | Gulfhaus (Gulfhaus) eingeschossiger Wohnteil mit Drempel. Blockrahmenfenster. Im Norden zeitgleicher kleiner Flügelanbau. Datiert 1875. Einzeldenkmal gemäß § 3.2 NDSchG | 1875                 |                  | 45702200062      |
| BW             | Wohn-/Wirtschaftsgebäude (Gulfhaus)   | Ihrhove Schubertstraße 5 Flurstück: 031811-001-00077/014 Karte     | Wohn-/Wirtschaftsgebäude (Gulfhaus) eingeschossiger Wohnteil mit Drempel, stallseitig zweimal einspringend. Gliederung durch Lisenen, Gesimse, Fensterlaibungen und Verdachungen. Im Drempel gekoppelte Fenster. Datiert "1901". Einzeldenkmal gemäß § 3.2 NDSchG | 1901                 |                  | 45702200063      |

## Mitling-Mark
| Bild | Bezeichnung                                      | Lage                                                                     | Beschreibung | Bauzeit               | Eingetragen seit | Denkmal- nummer  |
| --- | ------------------------------------------------ | ------------------------------------------------------------------------ | --- | --------------------- | ---------------- | ---------------- |
| BW | Wohn-/Wirtschaftsgebäude (Landarbeiterhaus)      | Mitling-Mark Fährpad 5 Flurstück: 031805-003-00077/002 Karte             | Wohn-/Wirtschaftsgebäude (Landarbeiterhaus) Kleines Landarbeiterhaus mit gulfhausartigem Stallteil. Ziegelbau mit Gesimsen. Datiert 1875. Einzeldenkmal gemäß § 3.2 NDSchG | 1875                  |                  | 45702200036      |
| BW | Gulfhaus (Gulfhaus)                              | Mitling-Mark Große Stiege 1 Flurstück: 031805-003-00074/003 Karte        | Gulfhaus (Gulfhaus) mit: Baumbestand; eingeschossiger Wohnteil mit 2 Giebelkaminen, 1. Hälfte 19. Jahrhundert; Verlängerung mit Drempel und Wirtschaftsteil mit Gesimsen und Fensterverdachungen, datiert 1901. Geschnittene Baumreihe. Bedeutung: historisch, wissenschaftlich; wesentliche Begründung: 1.06 geschichtliche Bedeutung aufgrund des Zeugnis- und Schauwertes durch beispielhafte Ausprägung eines Stils und / oder Gebäudetypus; Einzeldenkmal gemäß § 3.2 NDSchG | 1901                  |                  | 457022.00037M001 |
| BW | Gulfhaus (Gulfhaus)                              | Mitling-Mark Große Stiege 5 Flurstück: 031805-003-00075/003 Karte        | Gulfhaus (Gulfhaus) eingeschossiger Ziegelbau mit niedrigem Drempel, Steilgiebel mit Giebelschornstein. Wirtschaftsgiebel mit Hochrähmkonstruktion und durchgezapften Ankerbalken. 1776 (Maueranker). Einzeldenkmal gemäß § 3.2 NDSchG | 1776                  |                  | 45702200074      |
| [[Vorlage:Bilderwunsch/code!/C:53.141701,7.376821!/D:Wohn-/Wirtschaftsgebäude (Müllerhaus [Gulfhaus]), Marker Mühlenweg 2 Flurstück: 031805-003-00124/002!/\|BW]] | Wohn-/Wirtschaftsgebäude (Müllerhaus [Gulfhaus]) | Mitling-Mark Marker Mühlenweg 2 Flurstück: 031805-003-00124/002 Karte    | Wohn-/Wirtschaftsgebäude (Müllerhaus [Gulfhaus]) Schmaler eingeschossiger Wohnteil mit Drempel. Neue Blockrahmenfenster. "Renovatum 1842". Bedeutung: historisch, wissenschaftlich, städtebaulich; wesentliche Begründung: 1.06 geschichtliche Bedeutung aufgrund des Zeugnis- und Schauwertes durch beispielhafte Ausprägung eines Stils und / oder Gebäudetypus; Einzeldenkmal gemäß § 3.2 NDSchG; in Gruppe baulicher Anlagen: 457022Gr0005                                    | 1842 renoviert        |                  | 45702200040      |
| Mühle (Windmühle) | Mühle (Windmühle)                                | Mitling-Mark Marker Mühlenweg 4 Flurstück: 031805-003-00124/002 Karte    | Mühle (Windmühle) Galerieholländer. Eingeschossiger oktogonaler Unterbau in Ziegelmauerwerk, Rumpf mit Reetbehang. Kappe bezeichnet "1764". Bedeutung: historisch, wissenschaftlich, städtebaulich; wesentliche Begründung: 1.11 geschichtliche Bedeutung aufgrund des Zeugnis- und Schauwertes für Wirtschafts- und Technikgeschichte; Einzeldenkmal gemäß § 3.2 NDSchG; in Gruppe baulicher Anlagen: 457022Gr0005                                                               | 1764                  |                  | 45702200039      |
| BW | Wohn-/Wirtschaftsgebäude (Gulfhaus)              | Mitling-Mark Marker Straße 3 Flurstück: 031805-003-00039/001 Karte       | Wohn-/Wirtschaftsgebäude (Gulfhaus) eingeschossiger Wohnteil mit Drempel, stallseitig zweimal einspringend. Mittige Giebeltür mit Korbbogen, bezeichnet 1776/1851; Küchentür datiert 1845; Wirtschafts-Giebel mit Lisenen und Gesimsen von 1892. Einzeldenkmal gemäß § 3.2 NDSchG | 1776/1851             |                  | 45702200038      |
| BW | Wohnhaus                                         | Mitling-Mark Marker Straße 3a Flurstück: 031805-005-00004/000 Karte      | Wohnhaus eingeschossiger Ziegelbau mit Drempel unter Satteldach. Leicht eingezogener Eingang in der Mittelachse, Achse im Dachgeschoss. durch kleines Zwerchhaus betont. Öffnungen durch Putzrahmen gefasst. Um 1905. Einzeldenkmal gemäß § 3.2 NDSchG | um 1905               |                  | 45702200083      |
| | Grabmal (L.T. Hensmann)                          | Mitling-Mark Mitlinger Kirchweg Flurstück: 031805-001-00056/000          | Grabmal (L.T. Hensmann) Lammert T. Hensmann, geb. 12. November 1793, gest. 28. März 1871. Bedeutung: historisch; wesentliche Begründung: 1.01 geschichtliche Bedeutung im Rahmen von Ortsgeschichte; Einzeldenkmal gemäß § 3.2 NDSchG; in Gruppe baulicher Anlagen: 457022Gr0006 | 1871                  |                  | 45702200089      |
| | Grabmal (H. Hensmann)                            | Mitling-Mark Mitlinger Kirchweg Flurstück: 031805-001-00056/000          | Grabmal (H. Hensmann) Hilke Hensmann, geb. Schulte, geb. 16. Januar 1794, gest. 24. Mai 1871. Bedeutung: historisch; wesentliche Begründung: 1.01 geschichtliche Bedeutung im Rahmen von Ortsgeschichte; Einzeldenkmal gemäß § 3.2 NDSchG; in Gruppe baulicher Anlagen: 457022Gr0006 | 1871                  |                  | 45702200090      |
| | Grabmal (A. Hensman`)                            | Mitling-Mark Mitlinger Kirchweg Flurstück: 031805-001-00056/000          | Grabmal (A. Hensman`) Antje Hensman, geb. Spekker, geb. 25. Februar 1845, gest. 27. Juni 1909. Bedeutung: historisch; wesentliche Begründung: 1.01 geschichtliche Bedeutung im Rahmen von Ortsgeschichte; Einzeldenkmal gemäß § 3.2 NDSchG; in Gruppe baulicher Anlagen: 457022Gr0006 | 1909                  |                  | 45702200091      |
| | Grabmal (E. J. Hensmann)                         | Mitling-Mark Mitlinger Kirchweg Flurstück: 031805-001-00056/000          | Grabmal (E. J. Hensmann) Engelbert J. Hensmann, geb. 21. August 1836, gest. 7. Oktober 1932 in Mark. Bedeutung: historisch; wesentliche Begründung: 1.01 geschichtliche Bedeutung im Rahmen von Ortsgeschichte; Einzeldenkmal gemäß § 3.2 NDSchG; in Gruppe baulicher Anlagen: 457022Gr0006 | 1932                  |                  | 45702200092      |
| | Grabmal (Familie Kromminga)                      | Mitling-Mark Mitlinger Kirchweg Flurstück: 031805-001-00056/000          | Grabmal (Familie Kromminga) Kreuz auf Postament aus Sandstein. Inschriften: Jan Jans Kromminga, geb. 15. Februar 1779, gest. 18. Dezember 1836 und Renske K. Kromminga, geb. Heikes, geb. 11. September 1786, gest. 6. Februar 1852. Bedeutung: historisch; wesentliche Begründung: 1.01 geschichtliche Bedeutung im Rahmen von Ortsgeschichte; Einzeldenkmal gemäß § 3.2 NDSchG; in Gruppe baulicher Anlagen: 457022Gr0006                                                       | 1852                  |                  | 45702200093      |
| | Grabplatte (M.J. von Glan)                       | Mitling-Mark Mitlinger Kirchweg Flurstück: 031805-001-00056/000          | Grabplatte (M.J. von Glan) Margarethe Johanne von Glan, geb. Hensmann, geb. am 15. Juni 1886 in Mark, gest. 22. Februar 1966 in Mark. Bedeutung: historisch; wesentliche Begründung: 1.01 geschichtliche Bedeutung im Rahmen von Ortsgeschichte; Gruppe gemäß § 3.3 NDSchG; in Gruppe baulicher Anlagen: 457022Gr0006 | 1966                  |                  | 45702200094      |
| | Grabplatte (O.M.G. von Glan)                     | Mitling-Mark Mitlinger Kirchweg Flurstück: 031805-001-00056/000          | Grabplatte (O.M.G. von Glan) Onko Meenhard Gottlieb von Glan, geb. 12. Februar 1882 in Grotegaste, gest. 22. Februar 1966 in Mark. Bedeutung: historisch; wesentliche Begründung: 1.01 geschichtliche Bedeutung im Rahmen von Ortsgeschichte; Gruppe gemäß § 3.3 NDSchG; in Gruppe baulicher Anlagen: 457022Gr0006 | 1966                  |                  | 45702200095      |
| | Grabplatte (… L. Holtkamp)                       | Mitling-Mark Mitlinger Kirchweg Flurstück: 031805-001-00056/000          | Grabplatte (… L. Holtkamp) ü. L. Holtkamp, Inschrift verwittert. Bedeutung: historisch; wesentliche Begründung: 1.01 geschichtliche Bedeutung im Rahmen von Ortsgeschichte; Einzeldenkmal gemäß § 3.2 NDSchG; in Gruppe baulicher Anlagen: 457022Gr0006 |                       |                  | 45702200096      |
| | Grabplatte                                       | Mitling-Mark Mitlinger Kirchweg Flurstück: 031805-001-00056/000          | Grabplatte Inschrift verwittert, Grabplatte zwischen den Grabplatten L. Höisingh und L. Holtkamp. Bedeutung: historisch; wesentliche Begründung: 1.01 geschichtliche Bedeutung im Rahmen von Ortsgeschichte; Einzeldenkmal gemäß § 3.2 NDSchG; in Gruppe baulicher Anlagen: 457022Gr0006 |                       |                  | 45702200097      |
| | Grabplatte (L. H. P. Holtkamp)                   | Mitling-Mark Mitlinger Kirchweg Flurstück: 031805-001-00056/000          | Grabplatte (L. H. P. Holtkamp) Lambertus Höisingh Penon Holtkamp geb. 9. September 1829, gest. 20. Juni 1899. Bedeutung: historisch; wesentliche Begründung: 1.01 geschichtliche Bedeutung im Rahmen von Ortsgeschichte; Einzeldenkmal gemäß § 3.2 NDSchG; in Gruppe baulicher Anlagen: 457022Gr0006 | 1899                  |                  | 45702200098      |
| | Grabplatte (J.L.K. von Glan)                     | Mitling-Mark Mitlinger Kirchweg Flurstück: 031805-001-00056/000          | Grabplatte (J.L.K. von Glan) Johann L.K. von Glan, geb. 16. Mai 1838 zu Weenermoor, gest. 1. März 1900 zu Mark. Bedeutung: historisch; wesentliche Begründung: 1.01 geschichtliche Bedeutung im Rahmen von Ortsgeschichte; Einzeldenkmal gemäß § 3.2 NDSchG; in Gruppe baulicher Anlagen: 457022Gr0006 | 1900                  |                  | 45702200099      |
| | Grabplatte (M.E.S. von Glan)                     | Mitling-Mark Mitlinger Kirchweg Flurstück: 031805-001-00056/000          | Grabplatte (M.E.S. von Glan) Margarethe Elise Sophie von Glan, geb. Hemkes, geb. 6. März 1846 in Oldersumergast, gest. 1. Juni 1911 in Mitling-Mark. Bedeutung: historisch; wesentliche Begründung: 1.01 geschichtliche Bedeutung im Rahmen von Ortsgeschichte; Gruppe gemäß § 3.3 NDSchG; in Gruppe baulicher Anlagen: 457022Gr0006 | 1911                  |                  | 45702200100      |
| | Grabplatte                                       | Mitling-Mark Mitlinger Kirchweg Flurstück: 031805-001-00056/000          | Grabplatte Inschrift verwittert. Grabplatte östlich des Grabplattenfeldes. Bedeutung: historisch; wesentliche Begründung: 1.01 geschichtliche Bedeutung im Rahmen von Ortsgeschichte; Einzeldenkmal gemäß § 3.2 NDSchG; in Gruppe baulicher Anlagen: 457022Gr0006 |                       |                  | 45702200101      |
| | Grabplatte                                       | Mitling-Mark Mitlinger Kirchweg Flurstück: 031805-001-00056/000          | Grabplatte Inschrift verwittert. Grabplatte östlich des Grabplattenfeldes. Bedeutung: historisch; wesentliche Begründung: 1.01 geschichtliche Bedeutung im Rahmen von Ortsgeschichte; Einzeldenkmal gemäß § 3.2 NDSchG; in Gruppe baulicher Anlagen: 457022Gr0006 |                       |                  | 45702200102      |
| | Grabplatte                                       | Mitling-Mark Mitlinger Kirchweg Flurstück: 031805-001-00056/000          | Grabplatte Inschrift verwittert. Grabplatte mit Mühlenrelief. Bedeutung: historisch; wesentliche Begründung: 1.01 geschichtliche Bedeutung im Rahmen von Ortsgeschichte; Einzeldenkmal gemäß § 3.2 NDSchG; in Gruppe baulicher Anlagen: 457022Gr0006 |                       |                  | 45702200103      |
| | Grabplatte                                       | Mitling-Mark Mitlinger Kirchweg Flurstück: 031805-001-00056/000          | Grabplatte Inschrift verwittert. Grabplatte mit Mühlenrelief. Bedeutung: historisch; wesentliche Begründung: 1.01 geschichtliche Bedeutung im Rahmen von Ortsgeschichte; Einzeldenkmal gemäß § 3.2 NDSchG; in Gruppe baulicher Anlagen: 457022Gr0006 |                       |                  | 45702200104      |
| weitere Bilder | Kirche, ev.-ref.                                 | Mitling-Mark Mitlinger Kirchweg 12 Flurstück: 031805-001-00056/000 Karte | Kirche, ev.-ref. mit: Wurt, Friedhof, Grabsteine, Baumbestand; rechteckiger Ziegelbau, 13. Jahrhundert; am Westgiebel Glockenstuhl. Bedeutung: historisch, wissenschaftlich, städtebaulich; wesentliche Begründung: 1.04 geschichtliche Bedeutung aufgrund des Zeugnis- und Schauwertes für Kultur- und Geistesgeschichte; Einzeldenkmal gemäß § 3.2 NDSchG; in Gruppe baulicher Anlagen: 457022Gr0006                                                                            | 13. Jahrhundert       |                  | 457022.00041M001 |
| | Grabplatte (Hero Uniken)                         | Mitling-Mark Mitlinger Kirchweg 12 Flurstück: 031805-001-00056/000       | Grabplatte (Hero Uniken) Grabplatte an der Kirchenwand. Elte Emen (ü) 22. Juni 1623 und Hero Uniken 15. Dezember 1623. Bedeutung: historisch, künstlerisch, wissenschaftlich; wesentliche Begründung: 1.01 geschichtliche Bedeutung im Rahmen von Ortsgeschichte; Gruppe gemäß § 3.3 NDSchG; in Gruppe baulicher Anlagen: 457022Gr0006 | 1623                  |                  | 45702200087      |
| | Grabplatte (Hisco Cirkks)                        | Mitling-Mark Mitlinger Kirchweg 12 Flurstück: 031805-001-00056/000       | Grabplatte (Hisco Cirkks) Grabplatte an der Kirchenwand. Hisco Cirkks gestorben am 18. Juny 1592. Bedeutung: historisch, künstlerisch, wissenschaftlich; wesentliche Begründung: 1.01 geschichtliche Bedeutung im Rahmen von Ortsgeschichte; Einzeldenkmal gemäß § 3.2 NDSchG; in Gruppe baulicher Anlagen: 457022Gr0006 | 1592                  |                  | 45702200088      |
| weitere Bilder | Gulfhaus (Gulfhaus)                              | Mitling-Mark Warftweg 1 Flurstück: 031805-001-00060/004 Karte            | Gulfhaus (Gulfhaus) eingeschossiger Ziegelbau, schmaler breitgelagerter Wohnteil mit Steilgiebel. Wirtschaftsgiebel durch Ziegelziersetzungen betont. Erbaut Mitte 18. Jahrhundert, Wirtschaftsgiebel um 1900; Gruppe gemäß § 3.3 NDSchG | Mitte 18. Jahrhundert |                  | 45702200106      |
| weitere Bilder | Gulfhaus, ehem. (Pfarrhaus, ehem. [Gulfhaus])    | Mitling-Mark Warftweg 3 Flurstück: 031805-001-00058/003 Karte            | Gulfhaus, ehemaliges (Pfarrhaus, ehemaliges [Gulfhaus]) eingeschossiger Wohnteil mit Steilgiebel, Fenster mit segmentbogigen Stürzen. Wirtschaftsteil umgenutzt; Gruppe gemäß § 3.3 NDSchG |                       |                  | 45702200108      |
| BW | Gulfhaus (Gulfhaus)                              | Mitling-Mark Warftweg 5 Flurstück: 031805-001-00050/012 Karte            | Gulfhaus (Gulfhaus) eingeschossiger Ziegelbau mit Drempel, Steilgiebel und Giebelschornstein. Ortgänge und Traufen mit Ziegelziersetzungen. Außenwände des Wirtschaftsteils teilweise erneuert. Ende 19. Jahrhundert; Gruppe gemäß § 3.3 NDSchG | Ende 19. Jahrhundert  |                  | 45702200109      |
| BW | Gulfhaus (Gulfhaus)                              | Mitling-Mark Warftweg 7 Flurstück: 031805-001-00099/003 Karte            | Gulfhaus (Gulfhaus) eingeschossiger Ziegelbau mit Drempel, Steilgiebel. Wohnteil im Außenmauerwerk erneuert. Wirtschaftsteil durch Lisenen gegliedert, um 1890. Datierung durch Maueranker 1761; Gruppe gemäß § 3.3 NDSchG | um 1890               |                  | 45702200107      |

## Steenfelde
| Bild           | Bezeichnung         | Lage                                                                   | Beschreibung | Bauzeit              | Eingetragen seit | Denkmal- nummer  |
| -------------- | ------------------- | ---------------------------------------------------------------------- | --- | -------------------- | ---------------- | ---------------- |
| BW             | Gulfhaus (Gulfhaus) | Steenfelde Großwolder Straße 168 Flurstück: 031806-009-00024/001 Karte | Gulfhaus (Gulfhaus) eingeschossiger Wohnteil. Ziegelbau mit Gesimsgliederung und Fensterverdachungen. Ende 19. Jahrhundert. Bedeutung: historisch, wissenschaftlich; wesentliche Begründung: 1.06 geschichtliche Bedeutung aufgrund des Zeugnis- und Schauwertes durch beispielhafte Ausprägung eines Stils und / oder Gebäudetypus; Einzeldenkmal gemäß § 3.2 NDSchG | Ende 19. Jahrhundert |                  | 457022.00043     |
| weitere Bilder | Kirche, ev.         | Steenfelde Südende 28 Flurstück: 031806-012-00032/003 Karte            | Kirche, ev. mit: Friedhof, Umwallung; einschiffiger, rechteckiger Ziegelbau, im Kern 13. Jahrhundert, im 14. Jahrhundert nach Osten erweitert, im 20. Jahrhundert nach Westen; die rundbogigen Fenster von 1860. Bedeutung: historisch, wissenschaftlich, städtebaulich; wesentliche Begründung: 1.04 geschichtliche Bedeutung aufgrund des Zeugnis- und Schauwertes für Kultur- und Geistesgeschichte; Einzeldenkmal gemäß § 3.2 NDSchG; in Gruppe baulicher Anlagen: 457022Gr0011 | 13./14. Jahrhundert  |                  | 457022.00068M001 |
| BW             | Glockenturm         | Steenfelde Südende 28 Flurstück: 031806-012-00032/001 Karte            | Glockenturm Ziegelbau des Parallelmauertyps, 13. Jahrhundert. Bedeutung: historisch, wissenschaftlich, städtebaulich; wesentliche Begründung: 3.3; Gruppe gemäß § 3.3 NDSchG; in Gruppe baulicher Anlagen: 457022Gr0011 | 13. Jahrhundert      |                  | 45702200069      |

## Völlen
| Bild           | Bezeichnung      | Lage                                                                | Beschreibung | Bauzeit              | Eingetragen seit | Denkmal- nummer  |
| -------------- | ---------------- | ------------------------------------------------------------------- | --- | -------------------- | ---------------- | ---------------- |
|                | Kriegerdenkmal   | Völlen Papenburger Straße Flurstück: 031804-005-00053/019           | Kriegerdenkmal Denkmal für die Gefallenen des Ersten und Zweiten Weltkrieges. Einzeldenkmal gemäß § 3.2 NDSchG |                      |                  | 45702200084      |
| BW             | Kriegerdenkmal   | Völlen Völlener Dorfstraße Flurstück: 031804-004-00089/000 Karte    | Kriegerdenkmal. Bedeutung: Historisch Ortsgeschichte; wesentliche Begründung: 1.01 geschichtliche Bedeutung im Rahmen von Einzeldenkmal gemäß § 3.2 NDSchG |                      |                  | 45702200012      |
| weitere Bilder | Kirche, ev-luth. | Völlen Völlener Dorfstraße 63 Flurstück: 031804-004-00016/001 Karte | Kirche, ev-luth. mit: Friedhof; einschiffiger Ziegelbau mit polygonalem Ostabschluss, 15. Jahrhundert; Westturm datiert 1559. Bedeutung: historisch, wissenschaftlich, städtebaulich; wesentliche Begründung: 1.04 geschichtliche Bedeutung aufgrund des Zeugnis- und Schauwertes für Kultur- und Geistesgeschichte; konstituierender Bestandteil einer Gruppe gemäß § 3.3 NDSchG | 15. Jahrhundert/1599 |                  | 457022.00042M001 |